# Cyrenaica

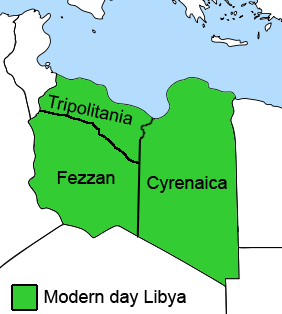
Cyrenaica nằm ở phía đông Libya ngày nay

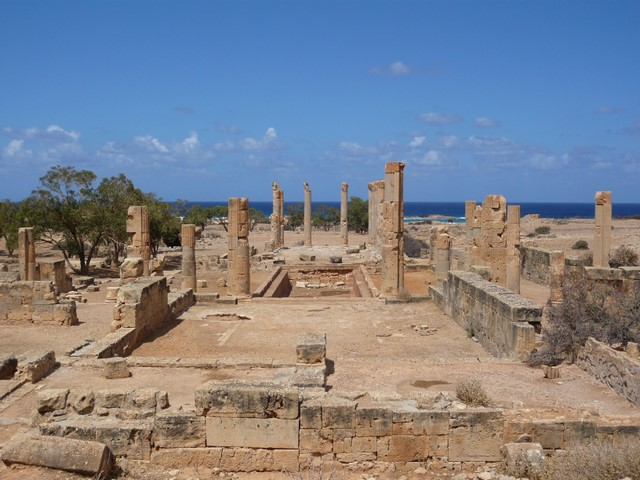
Các phế tích La Mã ở Ptolemais, Cyrenaica

Cyrenaica (tiếng Hy Lạp cổ: Κυρηναϊκή, theo tên thành phố Cyrene; tiếng Ả Rập: ةقرب Barqah; tiếng Berber: Berqa) là một khu vực phía đông Libya. Cũng được gọi là "Pentapolis" (năm thành phố) vào thời cổ, vùng này thuộc về tỉnh Creta et Cyrenaica trong thời kỳ La Mã, sau đó được chia thành "Libia Pentapolis" và "Libia Sicca". Trong thời kỳ Hồi giáo, khu vực còn được biết đến là "Barqa", theo tên thành phố Barca
Cyrenaica là tên của một đơn vị hành chính của Libya thuộc Ý từ năm 1927 và Vương quốc Libya cho đến năm 1963. Theo cách nhìn nhận rộng rãi hiện nay, Cyrenaica bao gồm toàn bộ phía đông Libya, bao gồm Al Kufrah. Đây là một trong ba vùng của Libya cùng với Tripolitania ở tây bắc và Fezzan ở tây nam.

## Địa lý
Về mặt địa chất, Cyrenaica là khối đá vôi thể Miocene nghiêng từ Địa Trung Hải xuống vùng nội địa và nhiều nơi có thể nằm dưới mực nước biển.

## Dân số
| Năm  | Dân số    | Tỷ lệ |
| ---- | --------- | ----- |
| 1954 | 291.236   | 27    |
| 1964 | 450.954   | 29    |
| 1973 | 661.351   | 29    |
| 1984 | 1.033.534 | 28    |
| 1995 | 1.261.331 | 26    |
| 2006 | 1.613.749 | 29    |

## Thành phố chính
- Benghazi
- Al Bayda
- Tobruk
- Darnah
- Ajdabiya
- Al Marj